# Далеко от Москвы
«Далеко от Москвы» (1946—1948) — роман советского писателя Василия Ажаева.

## Сюжет
«Далеко от Москвы» — это роман, который призван был проиллюстрировать героический труд при строительстве нефтепровода на Дальнем Востоке в начале Великой Отечественной войны.

## История
В первоначальном варианте роман в 1946—1947 годах был напечатан в журнале «Дальний Восток». В 1948 году в журнале «Новый мир» был опубликован переработанный вариант романа.
Роман широко пропагандировался и был отмечен Сталинской премией 1-й степени за 1949 год. В 1950 году режиссёр А. Столпер снял по нему одноимённый художественный фильм, удостоенный Сталинской премии 1-й степени за 1951 год.
Константин Симонов писал: «Почему, заведомо зная, что ему не удастся рассказать всю правду об обстановке и характере строительства, о котором шла речь в романе, Ажаев всё-таки написал тогда свой роман? Видимо, тут могут родиться разные ответы, но, если бы этот вопрос задали мне, я бы ответил на него по своему разумению так: очевидно, Ажаев испытывал глубокую внутреннюю потребность в той или иной форме всё-таки написать о том, чему он был участником и свидетелем, о людях, которые тогда, в военные годы, построив этот нефтепровод, совершили, казалось бы, невозможное. В этой книге он и о заключённых написал, как о свободных людях, как о советских гражданах, которые в нечеловеческих условиях внесли свой собственный вклад в нашу победу над фашизмом. И сделал это вполне сознательно, желая своим романом поставить памятник их усилиям, их мужеству, их преданности родине».
О первых чтениях рукописи романа, ещё не имевшего названия, вспоминает Юлия Шестакова: «Василий Ажаев внимательно слушал замечания товарищей, записывал то, что ему казалось важным. Порой обсуждения выливались в бурные и долгие споры, после чего автор спокойно собирал листы своей рукописи, складывал в папку и говорил, что услышал много полезного для себя и намерен продолжать работу дальше. Так было несколько раз до того, как в 1946 году журнал „Дальний Восток“ начал публиковать первые главы романа».
Симонов пишет о работе над книгой: «Мы встретились с человеком, очень твёрдым в своих взглядах и в то же время очень восприимчивым ко всем тем дружеским советам, которые помогли ему сделать свой роман более цельным, строгим и стройным. Он порой шёл гораздо дальше, чем мы ему предлагали, писал новые главы и куски, в итоге составившие чуть ли не четверть того окончательного варианта романа, с которым познакомился потом широкий читатель… Есть авторы, которые больше всего любят себя и свою рукопись. Ажаев любит ту жизнь и тех людей, что стоят за этой рукописью».
«Если сравнивать журнальный вариант с книжным, их различия бросаются в глаза. Изменены прежде всего имена многих героев: Алексей Первов стал Алексеем Ковшовым, Абрам Израилевич Залкинд — Михаилом Борисовичем, а Кузьма Кузьмич Туполев превратился в Кузьму Кузьмича Тополева. Если сравнивать тексты отдельных изданий, в том числе посмертных (Ажаев умер в 1968 году), то легко можно заметить, что этот текст приглаживался в угоду политической конъюнктуре. Так, в бамовском издании романа 1976 года в главе „Утро седьмого ноября“ опущены наиболее эмоциональные пассажи про то, как строители слушают по репродуктору речь вождя».

## Критика
Григорий Свирский так вспоминал об этом в написанной в эмиграции книге «Герои расстрельных лет»: «Целая бригада симоновцев (Н. Дроздов, завпрозой в симоновском „Новом мире“, с сотоварищами) начисто переписала рыхлые записки бывшего заключённого В. Ажаева, изданные на периферии; автор превратил в них начальника концлагерей Барабанова, которого зэки и охрана боялись как огня, в героя вольной советской жизни с Батманова. Симонов с энтузиазмом поддерживал ложь: магистральный трубопровод в ажаевской книге, после всех исправлений, по-прежнему прокладывали не несчастные, голодные, полумёртвые зэки, которых автор предал, а исключительно счастливые советские граждане. Симонов бдительно просмотрел готовую рукопись: не остались ли лагерные „намёки“, ненужные психологические ассоциации и пр.; и Василия Ажаева, тихого, болезненного зэка-„вольноотпущенника“ восславили — за молчание. За молчание и робость определили главным в витринный журнал „Советская литература на иностранных языках“, где, как известно, главный не решал ничего. Он был осчастливлен, Василий Ажаев, а жить больше не мог: умер от инсульта и прочих болезней, приобретённых на каторжных работах. Ажаевский же архипелаг ГУЛАГ стал, благодаря Константину Симонову, всемирно известным апофеозом свободного труда в свободной стране — нашумевшим романом „Далеко от Москвы“, удостоенным Сталинской премии первой степени. Это, пожалуй, было рекордом фальши. Рекордом фальши в эпоху кровавых фальсификаций».
По мнению немецкого слависта Вольфганга Казака, «это произведение полностью соответствует тогдашним канонам социалистического реализма: главные персонажи — это идеализированные положительные герои, конфликты надуманы, а их позитивное разрешение можно предвидеть заранее. Сплочённость действующих лиц в едином коллективе иллюстрируется тем, что главные технические идеи, как правило, одновременно возникают у различных персонажей романа. Этих персонажей автор постоянно показывает в исключительных ситуациях, а их действия комментируются в соответствии с замыслом автора».